# Winter Solstice
Winter Solstice – amerykańska grupa muzyczna wykonująca metalcore, pochodząca z miasta Lynchburg w stanie Wirginia, istniejąca w latach 2000–2006.
Nazwa zespołu oznacza w języku polskim przesilenie zimowe. Wszyscy członkowie zespołu byli chrześcijanami, co przejawiało się również w tekstach utworów i stąd zespół można określić jako chrześcijański. Na jedynym pełnym albumie studyjnym grupy, The Fall of Rome z 2005 roku, w utworze „To the Nines”, gościnnie pojawił się wokalista grupy As I Lay Dying, Tim Lambesis.
Po rozpadzie zespołu, kilku jego członków, wraz z muzykami grupy Everything Falls Together utworzyło nową formację Ghost of a Fallen Age.

## Muzycy
Ostatni skład
- Matt Tarpey – śpiew (Fjord, Underoath, We Were Gentlemen)
- JT Turner – gitara elektryczna
- Caleb Goins – gitara elektryczna (Ghost of a Fallen Age, A Stained Glass Romance)
- Nathan Smith – gitara basowa
- Duke Cuneo – perkusja

Byli członkowie
- Roger Turner – gitara elektryczna
- Nathan Smith – gitara basowa
- Steve Carlson – śpiew
- Peter Walters – śpiew

Pierwotny skład
- Steve Carlson – śpiew
- Roger Turner – gitara elektryczna
- JT Turner – gitara elektryczna
- Duke Cuneo – perkusja

## Dyskografia
Albumy studyjne
- The Fall of Rome (2005)

EP
- The Pulse Is Overrated (2005)

Split
- Dwell Beneath / Winter Solstice Split (2003)

## Teledyski
- „Following Caligula”[3] (2005) reż. Jonathan Covert